# Гено Петріашвілі
Гено Петріашвілі (груз. გენო პეტრიაშვილი; нар. 1 квітня 1994, Горі) — грузинський борець вільного стилю, триразовий чемпіон, дворазовий срібний та триразовий бронзовий призер чемпіонатів світу, дворазовий чемпіон, п'ятиразовий срібний та триразовий бронзовий призер чемпіонату Європи, бронзовий призер Європейських ігор, чемпіон, срібний та бронзовий призер Олімпійських ігор.

## Біографія
19 серпня 2005 року 11-річний Гено Петріашвілі був викрадений із грузинського села Нулі в зоні грузино-південноосетинського конфлікту, де він відпочивав у родичів. Хлопчика викрали троє осіб, в той час, як Гено разом з іншими однолітками купався в річці. За даними слідства викрадення було скоєно з метою вимагання грошей у заможних батьків хлопчика. Він провів у полоні понад три місяці і був звільнений в ніч на 25 листопада в ході спецоперації правоохоронними органами Південної Осетії. Міністр внутрішніх справ Грузії Вано Мерабішвілі назвав цю спецоперацію спектаклем, заявивши, що керівнику де-факто республіки Південної Осетії Едуарду Кокойти відомі імена викрадачів Гено Петріашвілі.
Боротьбою займається з 2002 року. Був чемпіоном світу серед юніорів у серпні 2013 року. А вже через місяць здобув на цьому ж змаганні тільки серед дорослих вже бронзову медаль. Був також бронзовим призером на чемпіонаті світу серед юніорів 2012 року, переможцем на чемпіонатах Європи серед юніорів 2013 та 2014 років та бронзовим призером на чемпіонаті Європи серед юніорів 2011 року. Срібний призер на чемпіонаті світу серед кадетів 2011 року, переможець на чемпіонаті Європи серед кадетів 2011 року. У 2016 та 2017 ставав чемпіоном Європи у віковій групі до 23 років.
У вересні 2014 був дискваліфікований на 6 місяців через те, що в його крові були виявлені сліди забороненого препарату. Допінг-тест був взятий в серпні того року, після перемоги на молодіжному чемпіонаті світу. В його організмі були виявлені сліди предуктала. Хоча цей препарат і не входить в групу сильнодійний і не впливає на спортивні результати, але його вживання безпосередньо в день змагань заборонено. На змагання у Загреб збірна Грузії приїхала без лікаря — йому не дали візу. Якби він зафіксував факт застосування препарату в спеціальну анкету, то, ймовірно, це не вважали б порушенням. Петріашвілі приймає цей препарат регулярно після того, як він, ще в шкільному віці, був викрадений осетинськими криміналами з метою отримання викупу. Після надання Національною федерацією боротьби Грузії в Об'єднаний світ боротьби (UWW) документів, що підтверджували цей факт, дисциплінарна комісія врахувала цю обставину при винесенні остаточного вердикту. Якби не це, спортсмен, був би покараний за чинними правилами 2-річною дискваліфікацією.
На літніх Олімпійських іграх 2016 року в Ріо-де-Жанейро Петріашвілі впевнено дістався чвертьфіналу, здолавши в 1/16 фінала Любена Ілієва з Болгарії з рахунком 10:0 та і 1/8 Алена Засєєва, що представляв Україну з рахунком 11:6. У чвертьфіналі у рівній боротьбі з рахунком 4:4 поступився Комейлу Гасемі з Ірану. За рівного підсумкового рахунку сутички остання результативна дія є вирішальною — перемогу віддали іранському борцю. Завдяки виходу Гасемі до фіналу, отримав право продовжити боротьбу за бронзову медаль, яким і скористався, розібравшись з рахунком 9:2 з канадцем Корі Джарвісом та з рахунком 10:0 з американцем болгарського походження Тервелом Длагнєвим.
На літніх Олімпійських іграх 2020 року в Токіо Петріашвілі знову не пощастило. Він дістався фіналу завдяки перемогам над єгиптянином Діяальдіном Камалєм 10:0 в 1/8 фінала, китайцем Ден Чживеєм 5:2 в 1/4 та іранцем Аміром Хоссейном Заре 6:3 у півфіналі. У вирішальному поєдинку за 10 секунд до кінця він вигравав у 21-річного представника США Гейбла Стівсона з рахунком 8:5, але американець на останніх секундах зміг перевернути ситуацію двома обертаючими прийомами, другий завершився за 0,3 секунди до фінальної сирени — 9-8. Кут Петріашвілі в розпачі оскаржив рішення та втратив ще одне очко в цьому процесі, принісши американцю перемогу з рахунком 10-8. На шляху до цього поєдинку він не віддав суперникам жодного балу, перемігши, в тому числі чемпіона літніх Олімпійських ігор 2016 року Таху Акгюля з Туреччини.

## Спортивні результати на міжнародних змаганнях

### Виступи на Олімпіадах
| Змагання                    | Збірна | Вагова категорія           | Місце  |
| --------------------------- | ------ | -------------------------- | ------ |
| Літні Олімпійські ігри 2016 | Грузія | вільна боротьба, до 125 кг | Бронза |
| Літні Олімпійські ігри 2020 | Грузія | вільна боротьба, до 125 кг | Срібло |
| Літні Олімпійські ігри 2024 | Грузія | вільна боротьба, до 125 кг | Золото |

### Виступи на Чемпіонатах світу
| Змагання                        | Збірна | Вагова категорія           | Місце  |
| ------------------------------- | ------ | -------------------------- | ------ |
| Чемпіонат світу з боротьби 2013 | Грузія | вільна боротьба, до 120 кг | Бронза |
| Чемпіонат світу з боротьби 2015 | Грузія | вільна боротьба, до 125 кг | Бронза |
| Чемпіонат світу з боротьби 2017 | Грузія | вільна боротьба, до 125 кг | Золото |
| Чемпіонат світу з боротьби 2018 | Грузія | вільна боротьба, до 125 кг | Золото |
| Чемпіонат світу з боротьби 2019 | Грузія | вільна боротьба, до 125 кг | Золото |
| Чемпіонат світу з боротьби 2021 | Грузія | вільна боротьба, до 125 кг | Срібло |
| Чемпіонат світу з боротьби 2022 | Грузія | вільна боротьба, до 125 кг | Бронза |
| Чемпіонат світу з боротьби 2023 | Грузія | вільна боротьба, до 125 кг | Срібло |

### Виступи на Чемпіонатах Європи
| Змагання                         | Збірна | Вагова категорія           | Місце  |
| -------------------------------- | ------ | -------------------------- | ------ |
| Чемпіонат Європи з боротьби 2013 | Грузія | вільна боротьба, до 120 кг | Бронза |
| Чемпіонат Європи з боротьби 2016 | Грузія | вільна боротьба, до 125 кг | Золото |
| Чемпіонат Європи з боротьби 2017 | Грузія | вільна боротьба, до 125 кг | Бронза |
| Чемпіонат Європи з боротьби 2018 | Грузія | вільна боротьба, до 125 кг | Срібло |
| Чемпіонат Європи з боротьби 2019 | Грузія | вільна боротьба, до 125 кг | Срібло |
| Чемпіонат Європи з боротьби 2020 | Грузія | вільна боротьба, до 125 кг | Золото |
| Чемпіонат Європи з боротьби 2021 | Грузія | вільна боротьба, до 125 кг | Бронза |
| Чемпіонат Європи з боротьби 2022 | Грузія | вільна боротьба, до 125 кг | Срібло |
| Чемпіонат Європи з боротьби 2023 | Грузія | вільна боротьба, до 125 кг | Срібло |
| Чемпіонат Європи з боротьби 2024 | Грузія | вільна боротьба, до 125 кг | Срібло |

### Виступи на Європейських іграх
| Змагання              | Збірна | Вагова категорія           | Місце  |
| --------------------- | ------ | -------------------------- | ------ |
| Європейські ігри 2015 | Грузія | вільна боротьба, до 125 кг | Бронза |

### Виступи на Кубках світу
| Змагання                    | Збірна | Вагова категорія           | Місце  |
| --------------------------- | ------ | -------------------------- | ------ |
| Кубок світу з боротьби 2014 | Грузія | вільна боротьба, до 125 кг | 9      |
| Кубок світу з боротьби 2016 | Грузія | вільна боротьба, до 125 кг | Бронза |
| Кубок світу з боротьби 2017 | Грузія | вільна боротьба, до 125 кг | 7      |

### Виступи на інших змаганнях
| Змагання                                     | Збірна | Вагова категорія                  | Місце  |
| -------------------------------------------- | ------ | --------------------------------- | ------ |
| Турнір Дмитра Коркіна 2012                   | Грузія | вільна боротьба, до 120 кг        | 5      |
| Вогні Москви 2012                            | Грузія | вільна боротьба, до 120 кг        | 4      |
| Турнір Яшара Догу 2013                       | Грузія | вільна боротьба, до 120 кг        | 7      |
| Вогні Москви 2013                            | Грузія | вільна боротьба, до 120 кг        | Срібло |
| Турнір «Олімпія» 2015                        | Грузія | греко-римська боротьба, до 130 кг | 8      |
| Турнір «Олімпія» 2015                        | Грузія | вільна боротьба, до 125 кг        | Золото |
| Меморіал Вацлава Циолковського 2015          | Грузія | вільна боротьба, до 125 кг        | Золото |
| Золотий Гран-прі з боротьби 2015             | Грузія | вільна боротьба, до 125 кг        | Золото |
| Турнір Олександра Медведя 2016               | Грузія | вільна боротьба, до 125 кг        | Золото |
| Кубок Європейських націй з боротьби 2016     | Грузія | команда                           | Золото |
| Золотий Гран-прі з боротьби 2016             | Грузія | вільна боротьба, до 125 кг        | Золото |
| Гран-прі Парижа з боротьби 2017              | Грузія | вільна боротьба, до 125 кг        | Золото |
| Турнір Г. Картозія і В. Балавадзе 2017       | Грузія | вільна боротьба, до 125 кг        | Золото |
| Клубний чемпіонат світу з боротьби 2017      | Грузія | команда                           | Золото |
| Pro Wrestling League 2018                    | Грузія | команда                           | Золото |
| Київський Міжнародний турнір з боротьби 2018 | Грузія | вільна боротьба, до 125 кг        | Срібло |
| Турнір Дана Колова — Николи Петрова 2018     | Грузія | вільна боротьба, до 125 кг        | Золото |
| Турнір Г. Картозія і В. Балавадзе 2018       | Грузія | вільна боротьба, до 125 кг        | Золото |
| Турнір Аланії з боротьби 2018                | Грузія | вільна боротьба, до 125 кг        | Золото |
| Турнір Дана Колова — Николи Петрова 2019     | Грузія | вільна боротьба, до 125 кг        | 5      |
| Турнір Г. Картозія і В. Балавадзе 2019       | Грузія | вільна боротьба, до 125 кг        | Золото |
| Гран-прі Франції Анрі Деглана 2021           | Грузія | вільна боротьба, до 125 кг        | Золото |
| Меморіал Маттео Пелліконе 2022               | Грузія | вільна боротьба, до 125 кг        | Золото |
| Турнір Зухає Сгає 2022                       | Грузія | вільна боротьба, до 125 кг        | Золото |
| Турнір К. У. Кожомкула і Р. Санатбаєва 2023  | Грузія | вільна боротьба, до 125 кг        | Золото |
| Відкритий чемпіонат Загреба з боротьби 2024  | Грузія | вільна боротьба, до 125 кг        | 5      |
| Меморіал Імре Поляка та Яноша Варги 2024     | Грузія | вільна боротьба, до 125 кг        | Бронза |

### Виступи на змаганнях молодших вікових груп
| Змагання                                       | Збірна | Вагова категорія           | Місце  |
| ---------------------------------------------- | ------ | -------------------------- | ------ |
| Літні юнацькі Олімпійські ігри 2010            | Грузія | вільна боротьба, до 100 кг | 4      |
| Чемпіонат Європи з боротьби серед кадетів 2011 | Грузія | вільна боротьба, до 100 кг | Золото |
| Чемпіонат світу з боротьби серед кадетів 2011  | Грузія | вільна боротьба, до 100 кг | Срібло |
| Чемпіонат Європи з боротьби серед юніорів 2011 | Грузія | вільна боротьба, до 120 кг | Бронза |
| Чемпіонат Європи з боротьби серед юніорів 2012 | Грузія | вільна боротьба, до 120 кг | 10     |
| Чемпіонат світу з боротьби серед юніорів 2012  | Грузія | вільна боротьба, до 120 кг | Бронза |
| Чемпіонат Європи з боротьби серед юніорів 2013 | Грузія | вільна боротьба, до 120 кг | Золото |
| Чемпіонат світу з боротьби серед юніорів 2013  | Грузія | вільна боротьба, до 120 кг | Золото |
| Чемпіонат Європи з боротьби серед юніорів 2014 | Грузія | вільна боротьба, до 120 кг | Золото |
| Чемпіонат Європи з боротьби до 23 років 2016   | Грузія | вільна боротьба, до 125 кг | Золото |
| Чемпіонат Європи з боротьби до 23 років 2017   | Грузія | вільна боротьба, до 125 кг | Золото |
| Чемпіонат світу з боротьби до 23 років 2017    | Грузія | вільна боротьба, до 125 кг | Золото |